# Les Maskoutains
Les Maskoutains (AFI: /lɛmaskutɛ̃/) es un municipio regional de condado (MRC) de la provincia de Quebec en Canadá. Está ubicado en la región de Montérégie-Est en Montérégie. La sede y ciudad más grande del MRC es Saint-Hyacinthe.

## Geografía

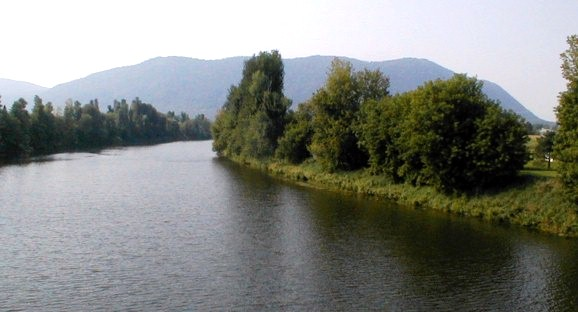
Rivière Noire (Rio Negro) en Saint-Pie

El MRC Les Maskoutains se encuentra entre Montreal y Drummondville. Está ubicado en la planicie del San Lorenzo en el valle del río Yamaska. El monte Yamaska puntúa el paisaje de la planicie. Limita al norte con el MRC de Pierre-De Saurel, al noreste con Drummond, al este con Acton, al sureste con La Haute-Yamaska, al sur con Rouville y oeste con La Vallée-du-Richelieu al oeste. El territorio está ubicado en la planicie del San Lorenzo con la parte suroeste en las bajas tierras de los Apalaches. El río Yamaska baña el territorio del sur al norte, así como su afluente, la rivière Noire (río Negro).

## Urbanismo

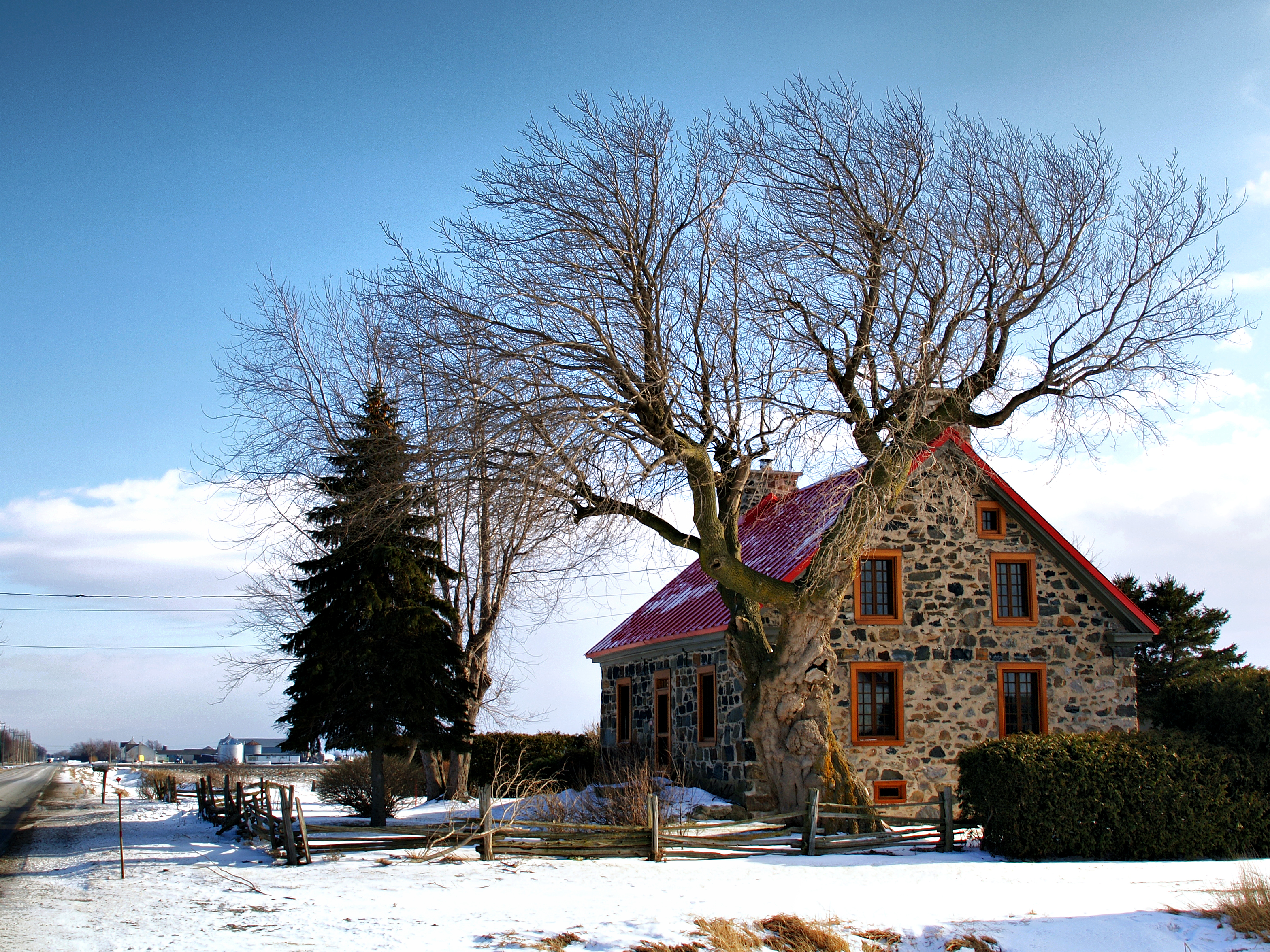
Casa en Saint-Damase

La área metropolitana de Saint-Hyacinthe incluye la ciudad de mismo nombre así como los municipios de Saint-Simon y de Saint-Dominique.
|        | Clase                                 | Orientación | Odónimo                                                                                         | De                      | A                         | Municipios                                                                                             |
| A 20   | Autopista                             | EO          | Autoroute Jean-Lesage                                                                           | Rivière-Beaudette       | Mont-Joli                 | Sainte-Marie-Madeleine, Saint-Hyacinthe, Saint-Simon, Sainte-Hélène-de-Bagot                           |
| QC 116 | Carretera nacional                    | EO          | Boulevard Wilfrid-Laurier                                                                       | Longueuil               | Lévis                     | Sainte-Madeleine, Sainte-Marie-Madeleine, La Présentation, Saint-Hyacinthe, Saint-Simon, Saint-Liboire |
| QC 137 | Carretera nacional                    | EO          | Rue Principale, Avenue Saint-Louis, Boulevard Laframboise, 4e Rang des Grands-Bois              | Granby                  | Saint-Denis-sur-Richelieu | Saint-Dominique, Saint-Hyacinthe, La Présentation                                                      |
| QC 211 | Carretera colectora                   | NS          | Chemin d'Upton, Rang Saint-Georges                                                              | Sainte-Cécile-de-Milton | Saint-Simon               | Saint-Valérien-de-Milton, Saint-Liboire, Saint-Simon                                                   |
| QC 224 | Carretera nacional, colectora y local | EO          | 3e Rang, Rang Saint-Édouard, 2e Rang, Rue Notre-Dame, Route Yamaska, 4e Rang, Rang Sainte-Julie | Saint-Hyacinthe         | Saint-Bonaventure         | Saint-Hyacinthe, Saint-Simon, Saint-Hugues, Saint-Marcel-de-Richelieu                                  |
| QC 227 | Carretera regional                    | NS          | Rue Saint-Jean-Baptiste, Rang Saint-Simon                                                       | Venise-en-Québec        | Sainte-Madeleine          | Sainte-Marie-Madeleine, Sainte-Madeleine                                                               |
| QC 229 | Carretera colectora                   | NS          | Rue Saint-Jean-Baptiste, Chemin Benoît                                                          | Rougemont               | Varennes                  | Sainte-Marie-Madeleine                                                                                 |
| QC 231 | Carretera colectora                   | NS          | Rang du Haut-Corbin, Rue Principale, Rang du Bas-Corbin, Rue Frontenac                          | Rougemont               | Saint-Hyacinthe           | Saint-Damase, Saint-Hyacinthe                                                                          |
| QC 233 | Carretera local                       | NS          | Rang du Haut-de-la-Rivière, Rang du Bas-de-la-Rivière                                           | Farnham                 | Saint-Hyacinthe           | Saint-Damase, Saint-Hyacinthe                                                                          |

## Historia

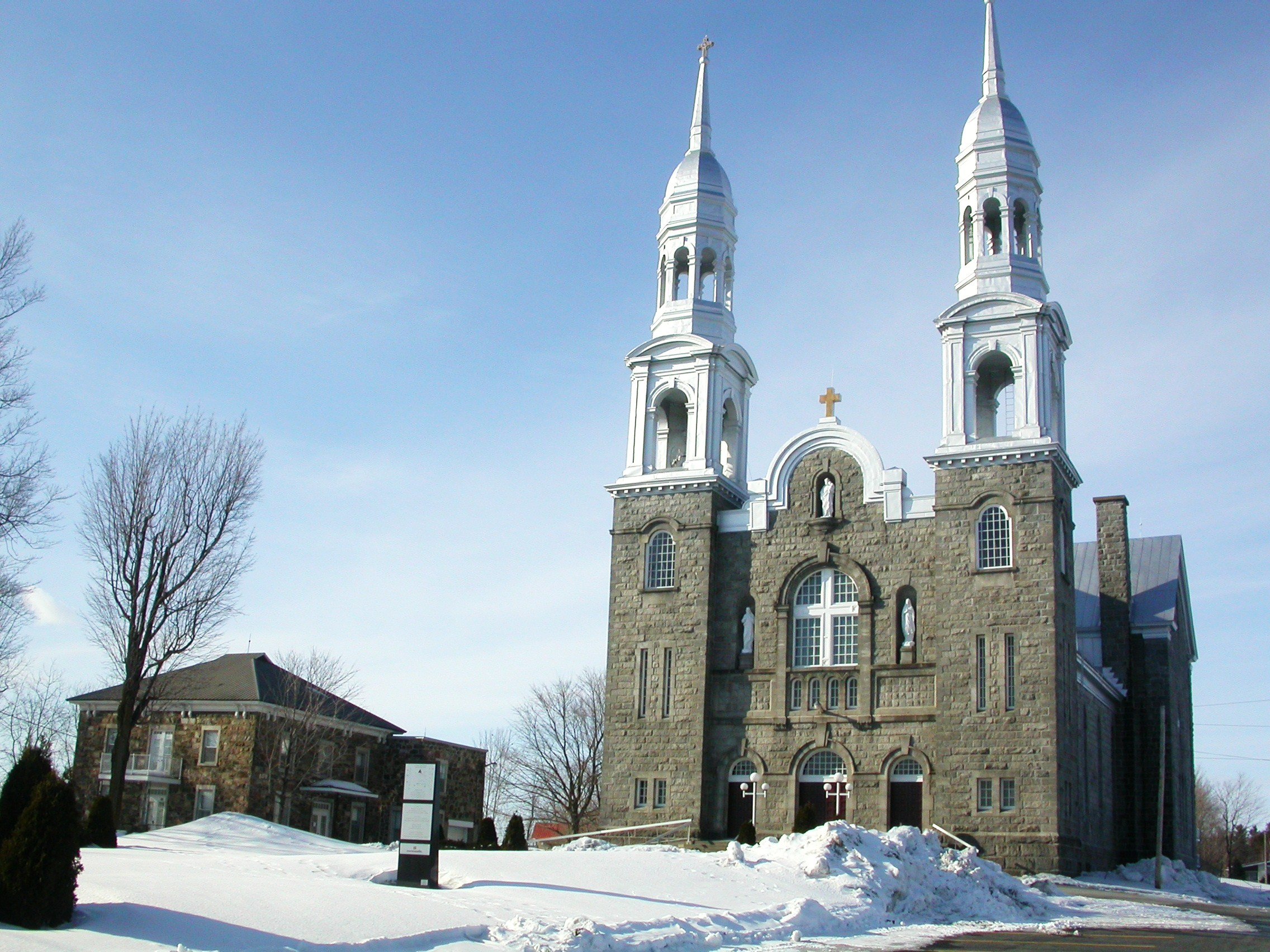
Iglesia Saint-Valérien-de-Milton

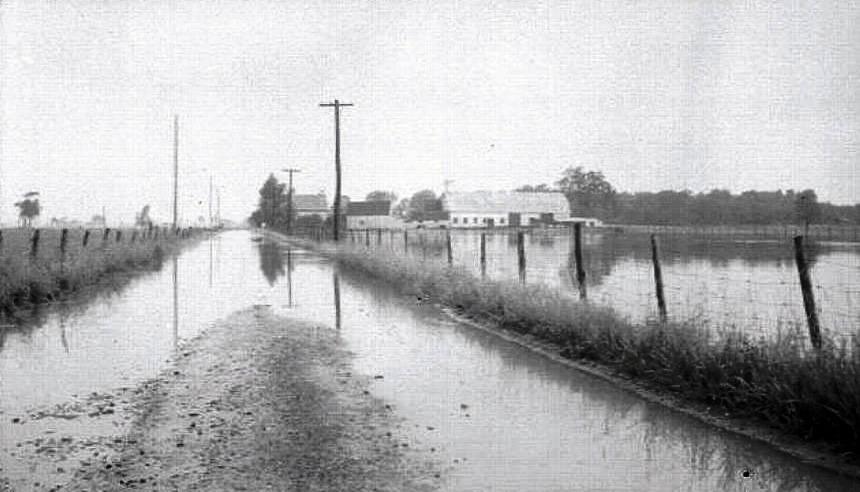
Inundación en Saint-Liboire (1947)

El MRC de Les Maskoutains fue creado el 25 de noviembre de 1981 para suceder al antiguo condado de Saint-Hyacinthe así como partes de los condados de Bagot y de Richelieu. El topónimo procede del gentilicio francés Maskoutain, de Yamaska que es el río sobre el territorio actual del MRC, y antes el nombre de una población abenaki que vivieron en la región. En 1989, los municipios de Sainte-Hélène-de-Bagot, Saint-Liboire y de Saint-Valérien-de-Milton, antes en el MRC de Acton, se unieron al MRC de Les Maskoutains.

## Política
La prefecta actual (2015) es Francine Morin, alcaldesa de Saint-Bernard-de-Michaudville. El territorio del MRC forma parte de las circunscripciones electorales de Saint-Hyacinthe, Borduas, Richelieu y Johnson a nivel provincial y de Saint-Hyacinthe—Bagot a nivel federal.

## Demografía
Según el censo de Canadá de 2011, había 84 284 personas residiendo en este MRC con una densidad de población de 64,7 hab./km². El aumento de población fue de 4,4 % entre 2006 y 2011. Una parte de 70% de la población del MRC es urbana. La población mayoritariamente habla francés.
Evolución de la población total, 1991-2015

## Economía
La agricultura y la agroindustria son las principales actividades económicas de la región con las actividades de transformación como los órganos, las calderas, las piezas de vagones de ferrocarriles y el vestido.

## Comunidades locales
Hay 17 municipios en el MRC de Les Maskoutains.
| Código | Nombre                        | Tipo      | Fecha de constitución | Área total (km²) | Área agua (km²) | Área tierra (km²) | Población 2014 | Gentilicio (en francés) | Densidad (hab./km²) | DT | Número de concejales | CEP                                          | CEF                   |
| ------ | ----------------------------- | --------- | --------------------- | ---------------- | --------------- | ----------------- | -------------- | ----------------------- | ------------------- | -- | -------------------- | -------------------------------------------- | --------------------- |
| 54008  | Saint-Pie                     | Ciudad    | 28.02.2003            | 108,35           | 1,48            | 106,87            | 5641           | Saint-Pien, ne*         | 52,1                | S  | 6                    | Saint-Hyacinthe                              | Saint-Hyacinthe—Bagot |
| 54017  | Saint-Damase                  | Municipio | 05.10.2001            | 80,69            | 0,81            | 79,88             | 2514           | Damasien, ne*           | 31,2                | D  | 6                    | Saint-Hyacinthe                              | Saint-Hyacinthe—Bagot |
| 54025  | Sainte-Madeleine              | Pueblo    | 30.12.1919            | 5,34             | 0,01            | 5,33              | 2417           | Madeleinois, e*         | 452,6               | S  | 6                    | Borduas                                      | Saint-Hyacinthe—Bagot |
| 54030  | Sainte-Marie-Madeleine        | Parroquia | 13.08.1879            | 49,76            | 0,09            | 49,67             | 3010           | -                       | 60,5                | S  | 6                    | Borduas                                      | Saint-Hyacinthe—Bagot |
| 54035  | La Présentation               | Municipio | 01.07.1855            | 94,70            | 0,01            | 94,69             | 2555           | Présentationnois, e*    | 27,0                | S  | 6                    | Saint-Hyacinthe                              | Saint-Hyacinthe—Bagot |
| 54048  | Saint-Hyacinthe               | Ciudad    | 27.12.2007            | 191,28           | 2,36            | 188,92            | 54 663         | Maskoutain, e*          | 285,8               | D  | 11                   | Saint-Hyacinthe                              | Saint-Hyacinthe—Bagot |
| 54060  | Saint-Dominique               | Municipio | 01.07.1855            | 70,99            | 0,12            | 70,87             | 2510           | Dominiquois, e*         | 35,4                | D  | 6                    | Saint-Hyacinthe                              | Saint-Hyacinthe—Bagot |
| 54065  | Saint-Valérien-de-Milton      | Municipio | 01.01.1864            | 107,53           | 0,58            | 106,95            | 1903           | Valériennois, e*        | 17,7                | S  | 6                    | Johnson                                      | Saint-Hyacinthe—Bagot |
| 54072  | Saint-Liboire                 | Municipio | 17.08.1994            | 75,08            | 0,30            | 74,78             | 3083           | Liboirois, e*           | 41,1                | S  | 6                    | Saint-Hyacinthe                              | Saint-Hyacinthe—Bagot |
| 54090  | Saint-Simon                   | Municipio | 01.07.1855            | 69,86            | 0,65            | 69,21             | 1273           | Simonais, e*            | 18,2                | S  | 6                    | Saint-Hyacinthe                              | Saint-Hyacinthe—Bagot |
| 54095  | Sainte-Hélène-de-Bagot        | Municipio | 09.07.1977            | 71,32            | 0,12            | 71,20             | 1717           | Hélénois, e*            | 24,1                | S  | 6                    | Johnson                                      | Saint-Hyacinthe—Bagot |
| 54100  | Saint-Hugues                  | Municipio | 06.11.1982            | 85,87            | 1,21            | 84,68             | 1265           | Saint-Huguois, e*       | 14,7                | S  | 6                    | Saint-Hyacinthe                              | Saint-Hyacinthe—Bagot |
| 54105  | Saint-Barnabé-Sud             | Municipio | 01.07.1855            | 58,04            | 0,72            | 57,32             | 881            | Barnabéen, ne           | 15,2                | S  | 6                    | Saint-Hyacinthe                              | Saint-Hyacinthe—Bagot |
| 54110  | Saint-Jude                    | Municipio | 01.07.1855            | 77,81            | 0,05            | 77,76             | 1265           | Rochvillois, e*         | 16,3                | S  | 6                    | Richelieu                                    | Saint-Hyacinthe—Bagot |
| 54115  | Saint-Bernard-de-Michaudville | Municipio | 31.08.1908            | 65,84            | 0,01            | 65,83             | 531            | Bermigeois, e*          | 8,1                 | S  | 6                    | Richelieu                                    | Saint-Hyacinthe—Bagot |
| 54120  | Saint-Louis                   | Municipio | 29.08.1881            | 48,40            | 0,76            | 47,64             | 791            | Saint-Louisien, ne      | 16,3                | S  | 6                    | Richelieu                                    | Saint-Hyacinthe—Bagot |
| 54125  | Saint-Marcel-de-Richelieu     | Municipio | 01.07.1855            | 51,35            | 0,28            | 51,07             | 539            | Marcelois, e*           | 10,5                | S  | 6                    | Richelieu                                    | Saint-Hyacinthe—Bagot |
| 540    | Les Maskoutains               | MRC       | 01.01.1982            | 1312,21          | 9,54            | 1302,67           | 85 695         | Maskoutain, e           | 66,0                | -  | -                    | Borduas, Johnson, Richelieu, Saint-Hyacinthe | Saint-Hyacinthe—Bagot |

* Oficial; DT división territorial, D distritos, S sin división; CEP circunscripción electoral provincial, CEF circunscripción electoral federal 